# Hans Otto Bisgaard
Hans Otto Bogh Bisgaard også kaldet Bissen (født 7. august 1945 i Middelfart) er radiovært ved DR og konferencier ved koncerter og festivaler.
Glæden ved musik har været et gennemgående tema i alt, hvad Bisgaard har beskæftiget sig med. Inden tiden på P3, hvor Bisgaard indledte sin medie-karriere på programmet Beatrapport sammen med kollegaen Palle Aarslev, var han aktiv i musiklivet. Han var med til at starte Brøndby Pop Club, hvor han var leder og arrangerede en lang række legendariske koncerter fra 1967 til ansættelsen på P3 i oktober 1970.
Bisgaard var med i mange udsendelser blandt andet: Radio Rita, Smil – du er på og Hitlisten. Han havde et fast morgenprogram på P4, Morgenstund, på hverdage mellem kl. 05.03-06, lørdage, søndage og helligdage kl. 6.03-07, og et eftermiddagsprogram Fredag på farten hver fredag fra 14 til 16. Bisgaard gik på pension fra radioen i februar måned 2017.
Hans Otto Bisgaard dækkede OL og ting omkring OL fra Los Angeles (1984), Seoul (1988), Barcelona(1992), Atlanta(1996) og Sydney(2000) 
Han har også medvirket på tv.
Han har været fast konferencier ved Langelandsfestivalen indtil han i 2007 blev erklæret for for gammel til jobbet, hvilket gjorde den ellers rolige radiovært vred. 
Hans Otto Bisgaard er desuden fast konferencier ved Kløften Festival i Haderslev. Hans Otto er flittigt citeret for udtalelsen ”Mange byer tror de har en festival, Haderslev har en”.

## Personligt
Hans Otto Bisgaard er storebror til den tidligere Brøndby-målmand Per Bisgaard.